# Music for Piano and Drums
Music for Piano and Drums è il primo album realizzato dal duo Moraz/Bruford.
Tutti i brani del disco sono eseguiti, come da titolo, per pianoforte (Patrick Moraz) e batteria (Bill Bruford) e sono tutti inediti tranne Eastern Sundays, già apparso con un arrangiamento differente sull'album da solista di Moraz Future Memories – Live On TV del 1977.

## Tracce
Musiche di Patrick Moraz eccetto dove indicato.
Lato A
1. Children’s Concerto – 5:03
2. Living Space – 4:02 (musica: Moraz, Bill Bruford)
3. Any Suggestions – 5:47 (musica: Moraz, Bruford)
4. Eastern Sundays – 6:55

Lato B
1. Blue Brains – 4:58
2. Symmetry – 3:51
3. Galatèa – 5:31
4. Hazy – 6:33

## Formazione
- Bill Bruford – batteria
- Patrick Moraz – pianoforte